# Synagoga w Jevíčku
Synagoga w Jevíčku – synagoga zlokalizowana w czeskim mieście Jevíčko przy ul. Soudní.
Żydzi osiedlali się w Jevíčku od początku XV wieku. Jednym z żydowskich mieszkańców miasta był kompozytor Richard Fall (1882–1943). Obecna synagoga w stylu klasycystycznym powstała na miejscu wcześniejszej, która spaliła się między 1792 a 1794. W 1907 była przebudowana w stylu secesyjnym. W 1953 zaadaptowano ją na zbór Czechosłowackiego Kościoła Husyckiego. W 2000 odsłonięto na elewacji pamiątkową tablicę ku czci ofiar holocaustu. W mieście istnieje też cmentarz żydowski.